# Tatsumi Kimishima
Tatsumi Kimishima (君島 達己; Tokyo, 21 april 1950) is een Japans zakenman. Hij was van 16 december 2015 tot 28 juni 2018 de vijfde voorzitter en CEO van Nintendo.
Hij volgde wijlen Satoru Iwata op. Kimishima was van 2002 tot 2006 voorzitter van Nintendo of America. Hij werkte daarvoor 27 jaar in de intussen gefuseerde Sanwa Bank. Kimishima is opgevolgd door Shuntaro Furukawa.